# Монжита високогірна
Монжи́та високогірна (Cnemarchus rufipennis) — вид горобцеподібних птахів родини тиранових (Tyrannidae). Мешкає в Андах. Раніше цей вид відносили до монотипового роду Polioxolmis, однак за результатами молекулярно-філогенетичного дослідження його було переведено до роду Сивоголовий кіптявник (Cnemarchus).

## Опис
Довжина птаха становить 21 см. Верхня частина тіла попеолясто-сіра, обличчя білувате. Нижні покривні пера крил рудувато-коричневі. на крилах широкі рудувато-коричневі смуги. Хвіст коричневий. Нижня частина тіла світло-попелясто-сіра, нижня частина живота і гузка білуваті. Дзьоб і лапи чорні.

## Підвиди
Виділяють два підвиди:
- C. r. rufipennis (Taczanowski, 1874) — Анди в Перу і західній Болівії;
- C. r. bolivianus (Fjeldså, 1990) — Анди в Болівії, на півночі Чилі (Аріка) і на північному заході Аргентини (Жужуй, Сальта).

## Поширення і екологія
Високогірні монжити мешкають у регіоні Альтіплано, в Перу, Болівії, Чилі і Аргентині. Вони живуть на високогірних луках пуна, у високогірних чагарникових заростях та лісах Polylepis tarapacana і Puya raimondii. Зустрічаються поодинці або парами, переважно на висоті від 3000 до 4400 м над рівнем моря. Живляться комахами.